# 7668 Mizunotakao
7668 Mizunotakao eller 1995 BR3 är en asteroid i huvudbältet som upptäcktes den 31 januari 1995 av den japanska astronomen Takao Kobayashi vid Ōizumi-observatoriet. Den är uppkallad efter Takao Mizuno.
Asteroiden har en diameter på ungefär 4 kilometer och den tillhör asteroidgruppen Nysa.